# Nina Sovinek
Nina Sovinek, slovenska plavalka, * 26. maj 1985, Velenje.
Sovinkova je za Slovenijo nastopila na Poletnih olimpijskih igrah 2008 v Pekingu, kjer je plavala na 50 in 100 metrov prosto. Na 50 metrov je osvojila 43., na 100 metrov pa 44. mesto.